# Pouilly (Oise)
Pour les articles homonymes, voir Pouilly.
Pouilly est une commune française située dans le département de l'Oise en région Hauts-de-France. Ses habitants sont appelés les Pauléens.

## Géographie
Aux confins du Thelle et du Vexin, la commune est située dans un petit vallon où le ru de Pouilly prend sa source pour se diriger vers l'Epte. Son implantation est serrée entre les communes de Fresneaux-Montchevreuil et Montherlant. Un seul hameau s'y trouve : Montoiselle. La superficie de la commune est de 400 ha, dont 242 de terres cultivables.
|                         | Beaumont-les-Nonains | Valdampierre |
| Fresneaux-Montchevreuil | Pouilly              | Montherlant  |
|                         | Senots               |              |

### Hydrographie
La commune est située dans le bassin Seine-Normandie. Elle est drainée par,.

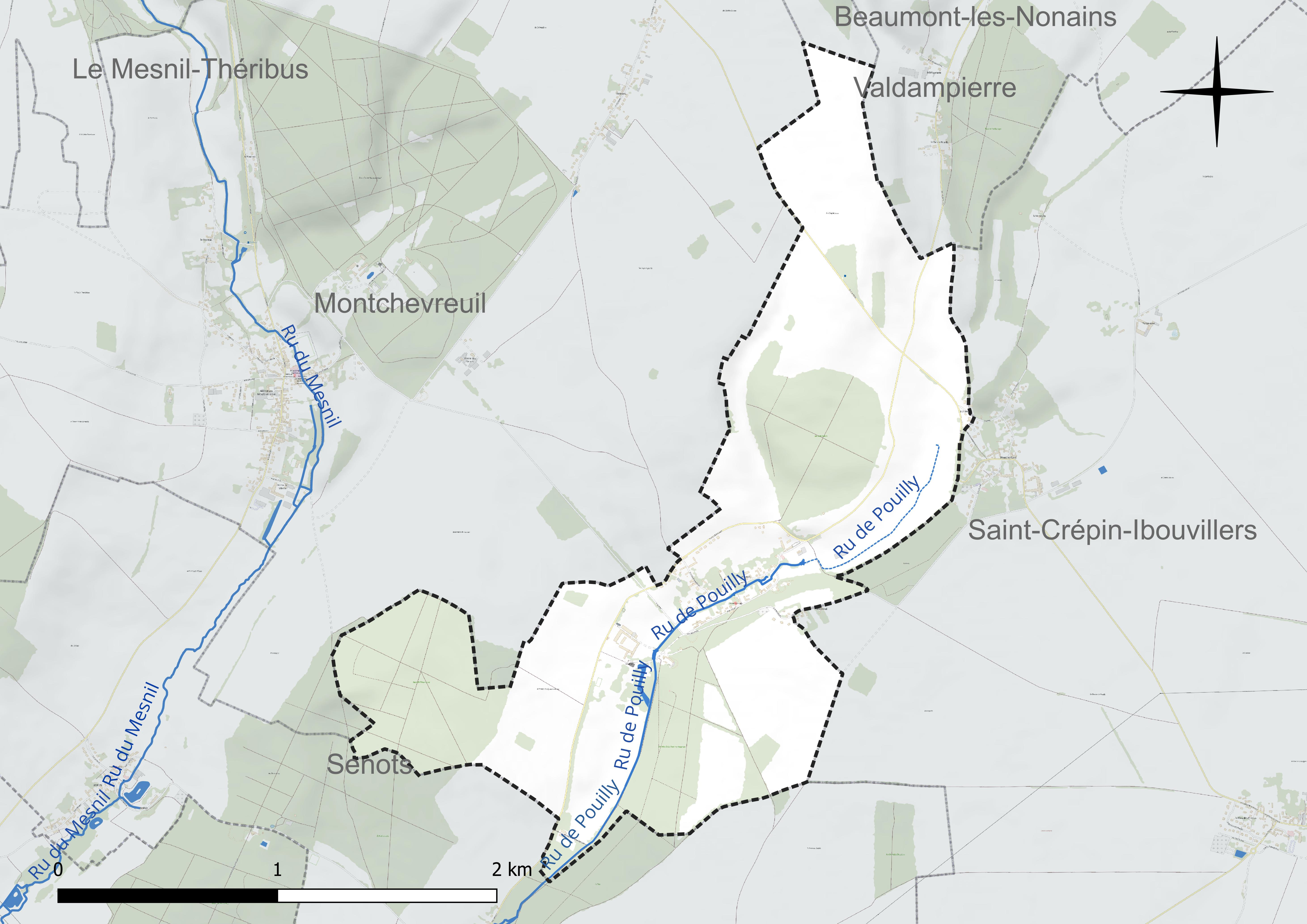
Réseau hydrographique de Pouilly.

### Climat
Pour des articles plus généraux, voir Climat des Hauts-de-France et Climat de l'Oise.
En 2010, le climat de la commune est de type climat océanique dégradé des plaines du Centre et du Nord, selon une étude du CNRS s'appuyant sur une série de données couvrant la période 1971-2000. En 2020, Météo-France publie une typologie des climats de la France métropolitaine dans laquelle la commune est exposée à un climat océanique et est dans la région climatique  Sud-ouest du bassin Parisien, caractérisée par une faible pluviométrie, notamment au printemps (120 à 150 mm) et un hiver froid (3,5 °C). 
Pour la période 1971-2000, la température annuelle moyenne est de 10,4 °C, avec une amplitude thermique annuelle de 14,4 °C. Le cumul annuel moyen de précipitations est de 725 mm, avec 11,1 jours de précipitations en janvier et 8,2 jours en juillet. Pour la période 1991-2020, la température moyenne annuelle observée sur la station météorologique la plus proche, située sur la commune de Jaméricourt à 11 km à vol d'oiseau, est de 11,0 °C et le cumul annuel moyen de précipitations est de 695,7 mm,. Pour l'avenir, les paramètres climatiques de la commune estimés pour 2050 selon différents scénarios d'émission de gaz à effet de serre sont consultables sur un site dédié publié par Météo-France en novembre 2022.

## Urbanisme

### Typologie
Au 1er janvier 2024, Pouilly est catégorisée commune rurale à habitat dispersé, selon la nouvelle grille communale de densité à sept niveaux définie par l'Insee en 2022.
Elle est située hors unité urbaine. Par ailleurs la commune fait partie de l'aire d'attraction de Paris, dont elle est une commune de la couronne,. 

### Occupation des sols
L'occupation des sols de la commune, telle qu'elle ressort de la base de données européenne d'occupation biophysique des sols Corine Land Cover (CLC), est marquée par l'importance des territoires agricoles (69,5 % en 2018), une proportion identique à celle de 1990 (69,5 %). La répartition détaillée en 2018 est la suivante : 
terres arables (61,6 %), forêts (30,5 %), zones agricoles hétérogènes (7,9 %). L'évolution de l'occupation des sols de la commune et de ses infrastructures peut être observée sur les différentes représentations cartographiques du territoire : la carte de Cassini (XVIIIe siècle), la carte d'état-major (1820-1866) et les cartes ou photos aériennes de l'IGN pour la période actuelle (1950 à aujourd'hui).

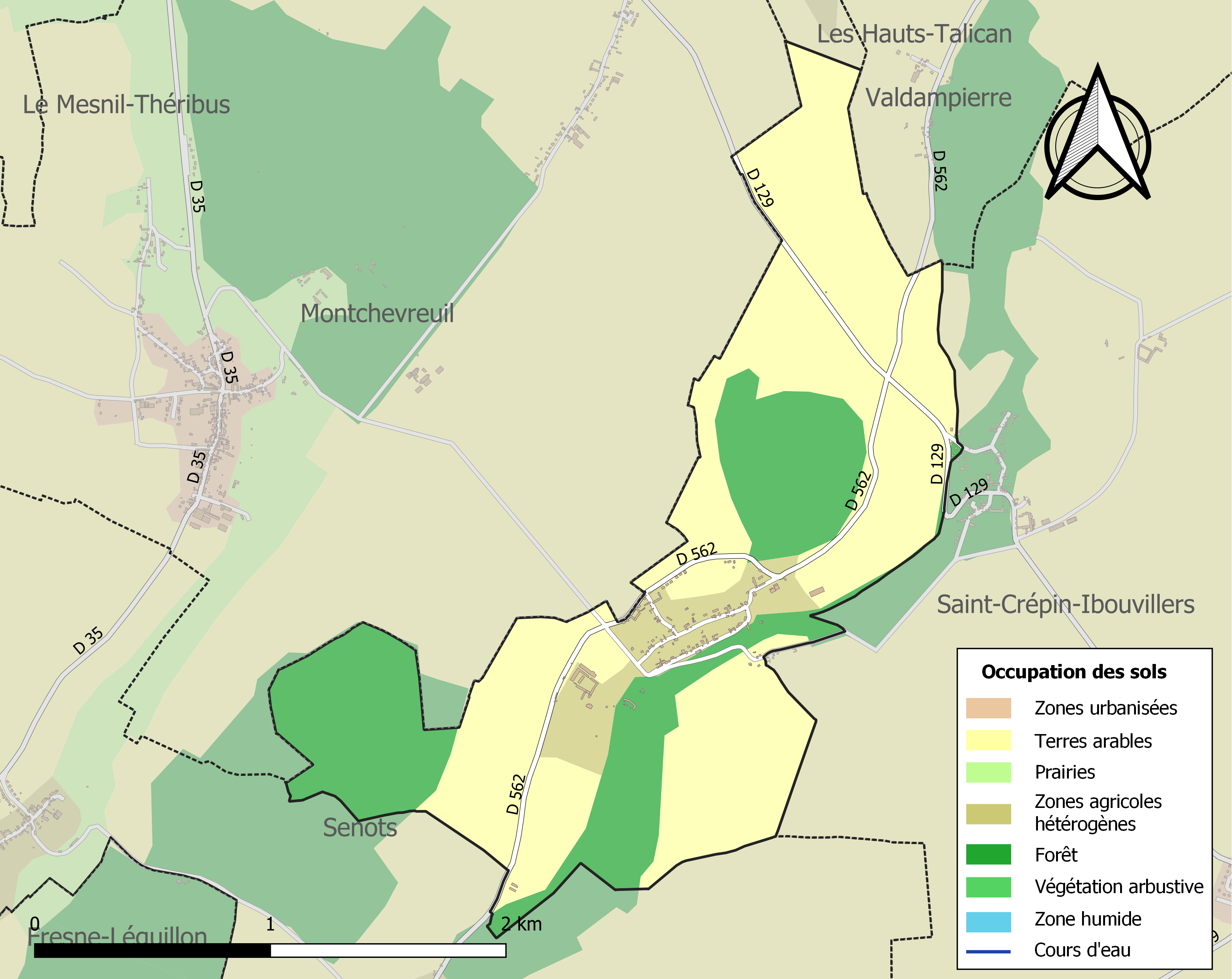
Carte des infrastructures et de l'occupation des sols de la commune en 2018 (CLC).

### Voies de communication et transports
La commune est desservie, en 2023, par les lignes 6112, 6121 et 6131 du réseau interurbain de l'Oise.

## Histoire
De nombreuses tuiles et poteries gallo-romaines y ont été découvertes en 1841. Des haches celtiques en silex y ont également été retrouvées.
Le village fut pillé par les ligueurs de Beauvais le 27 mai 1591 et le seigneur du lieu fut fait prisonnier. Pouilly vint par alliance, à la fin du XVIIe siècle aux Maisons de Combes et de Céran ; cette terre fut vendue en 1750 à M. Daudin qui remplaça l'ancien manoir par l'actuel château. En 1826, Pouilly fut rattachée à Montherlant mais elle reprit son autonomie par ordonnance royale de 1832. À cette même époque, il y a un moulin à eau, un four à chaux et une briqueterie sur le territoire ; les femmes confectionnent les "blondes" (dentelles). Le dernier héritier du château de Sarcus (château du XVIIe siècle, près de Grandvilliers) Jacques-Pierre François, marquis de Grasse, ruiné, vend en 1833 son château en mauvais état à M. Daudin, alors propriétaire de Pouilly. Celui-ci fit transporter les arcades exceptionnelles de ce château de Sarcus en chars à bœufs jusque dans son domaine de Pouilly. En 1895 la famille De Sailly succède aux Daudin dans le château.

## Politique et administration

### Rattachements administratifs et électoraux
La commune se trouve  dans l'arrondissement de Beauvais du département de l'Oise (département). Pour l'élection des députés, elle fait partie depuis 1988 de la troisième circonscription de l'Oise.
Elle faisait partie depuis 1801 du canton de Méru. Dans le cadre du redécoupage cantonal de 2014 en France, elle intègre le canton de Chaumont-en-Vexin, dont elle est désormais membre.

### Intercommunalité
La commune fait partie de la communauté de communes des Sablons, créée en 2000.

### Politique locale
À la suite de mésententes au sein du conseil municipal élu en 2014, cinq élus démissionnent en 2016, impliquant l'organisation d'élections municipales partielles. Pour la même raison, la quasi-totalité des conseillers municipaux, dont le maire démissionnent début 2018, et des élections sont donc organisées en février 2018. 
Les élections de février 2018 aboutissent à la nomination de M. Daniel CAUCHIES à la fonction de Maire. Le nouveau conseil municipal est ainsi constitué: Christelle CHITEL, Daniel DROUIN, Michel GUILLIN, Monique HAMM-BERANGER, Virginie HUSUM, Dominique LÉLIAS, Patrice MORIN, Kellian JAOUËN, Jean-Paul RIVAUD, Tiffaine VERMEULEN.

### Liste des maires
| Période                                  | Période | Identité           | Étiquette | Qualité        |
| ---------------------------------------- | ------- | ------------------ | --------- | -------------- |
| Les données manquantes sont à compléter. |         |                    |           |                |
| mai 1935                                 | 1989    | Jean de Sailly     |           |                |
| mars 1989                                | 2001    | Jean-Pierre Deloux |           |                |
| mars 2001                                | 2008    | Michel Domer       |           |                |
| mars 2008                                | 2014    | Jean-Claude Gentil | SE        |                |
| mars 2014,                               | 2018    | Robert André       |           | Démissionnaire |
| Février 2018                             |         | Daniel CAUCHIES    |           |                |

## Population et société

### Démographie

#### Évolution démographique
L'évolution du nombre d'habitants est connue à travers les recensements de la population effectués dans la commune depuis 1793. Pour les communes de moins de 10 000 habitants, une enquête de recensement portant sur toute la population est réalisée tous les cinq ans, les populations de référence des années intermédiaires étant quant à elles estimées par interpolation ou extrapolation. Pour la commune, le premier recensement exhaustif entrant dans le cadre du nouveau dispositif a été réalisé en 2008.

En 2022, la commune comptait 153 habitants, en stagnation par rapport à 2016 (Oise : +0,87 %, France hors Mayotte : +2,11 %).
| 1793 | 1800 | 1806 | 1821 | 1836 | 1841 | 1846 | 1851 | 1856 |
| ---- | ---- | ---- | ---- | ---- | ---- | ---- | ---- | ---- |
| 148  | 159  | 157  | 163  | 159  | 175  | 175  | 178  | 180  |

| 1861 | 1866 | 1872 | 1876 | 1881 | 1886 | 1891 | 1896 | 1901 |
| ---- | ---- | ---- | ---- | ---- | ---- | ---- | ---- | ---- |
| 185  | 173  | 177  | 160  | 172  | 184  | 181  | 150  | 169  |

| 1906 | 1911 | 1921 | 1926 | 1931 | 1936 | 1946 | 1954 | 1962 |
| ---- | ---- | ---- | ---- | ---- | ---- | ---- | ---- | ---- |
| 169  | 139  | 117  | 96   | 101  | 90   | 88   | 105  | 106  |

| 1968 | 1975 | 1982 | 1990 | 1999 | 2006 | 2008 | 2013 | 2018 |
| ---- | ---- | ---- | ---- | ---- | ---- | ---- | ---- | ---- |
| 115  | 117  | 104  | 163  | 160  | 166  | 168  | 152  | 160  |

| 2022 | - | - | - | - | - | - | - | - |
| ---- | - | - | - | - | - | - | - | - |
| 153  | - | - | - | - | - | - | - | - |

#### Pyramide des âges
La population de la commune est relativement jeune.
En 2018, le taux de personnes d'un âge inférieur à 30 ans s'élève à 33,8 %, soit en dessous de la moyenne départementale (37,3 %). À l'inverse, le taux de personnes d'âge supérieur à 60 ans est de 30,7 % la même année, alors qu'il est de 22,8 % au niveau départemental.
En 2018, la commune comptait 82 hommes pour 78 femmes, soit un taux de 51,25 % d'hommes, largement supérieur au taux départemental (48,89 %).
Les pyramides des âges de la commune et du département s'établissent comme suit.
| Hommes | Classe d’âge | Femmes |
| ------ | ------------ | ------ |
| 0,0    | 90 ou +      | 3,8    |
| 6,1    | 75-89 ans    | 7,7    |
| 28,0   | 60-74 ans    | 15,4   |
| 20,7   | 45-59 ans    | 23,1   |
| 9,8    | 30-44 ans    | 17,9   |
| 17,1   | 15-29 ans    | 12,8   |
| 18,3   | 0-14 ans     | 19,2   |

| Hommes | Classe d’âge | Femmes |
| ------ | ------------ | ------ |
| 0,5    | 90 ou +      | 1,4    |
| 5,5    | 75-89 ans    | 7,6    |
| 15,6   | 60-74 ans    | 16,3   |
| 20,8   | 45-59 ans    | 20     |
| 19,4   | 30-44 ans    | 19,4   |
| 17,6   | 15-29 ans    | 16,2   |
| 20,6   | 0-14 ans     | 19,1   |

## Lieux et monuments

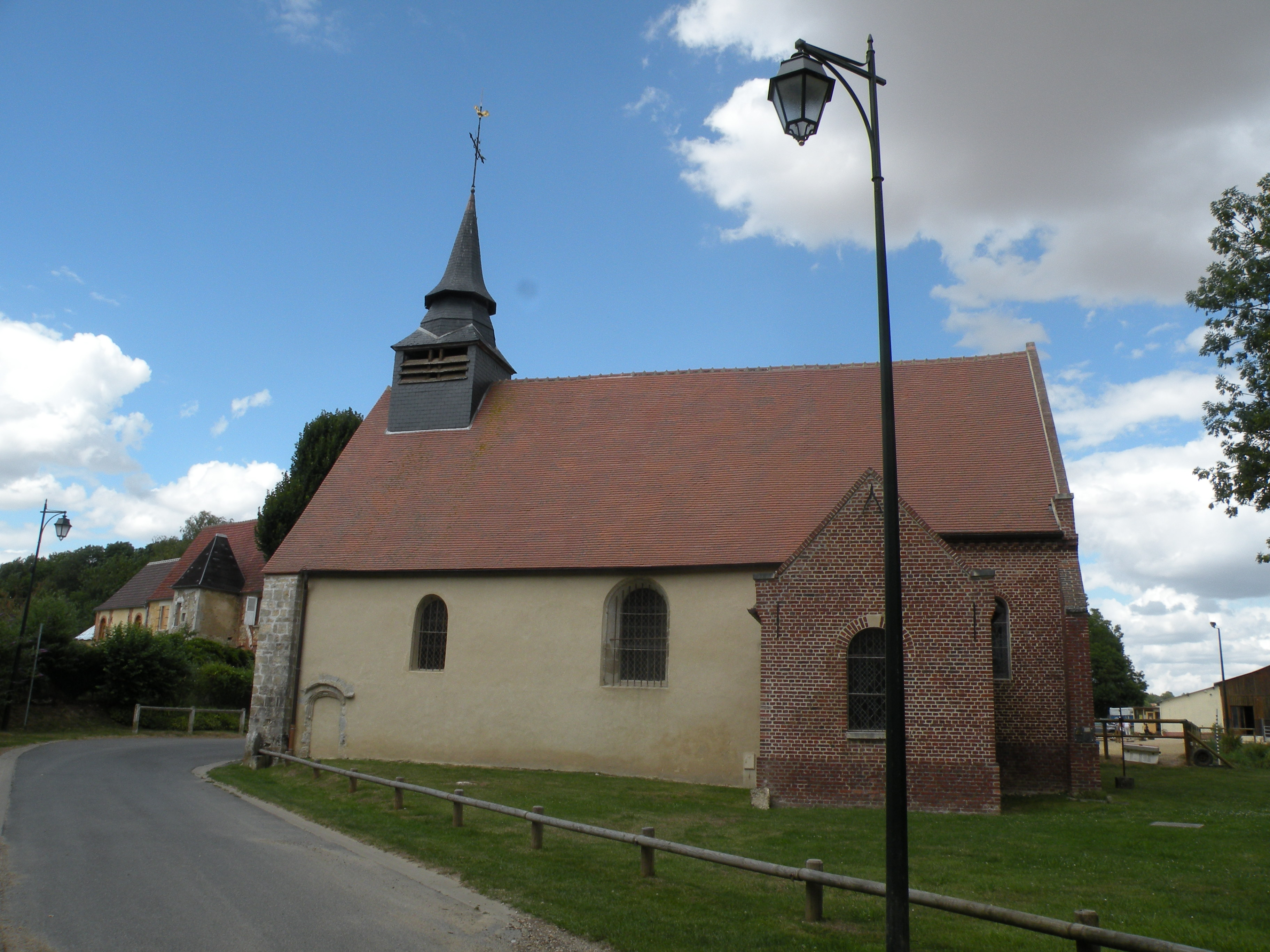
Église de Pouilly.

- Église Saint-Lucien-et-Saint-Fiacre :

Église reconstruite au XIXe siècle sur les restes d'une ancienne église romane encore visible en façade (archivoltes du portail, corniche). L'intérieur, à l'aspect d'une grande, recèle quelques pièces intéressantes.
- Château de Pouilly :

Datant du XIIe siècle, remanié au XIXe siècle, construit à la place d'un ancien manoir, siège d'une antique seigneurie, résidence privée de la famille de Sailly.
- En 1833, les arcades et la chapelle du château de Sarcus, (commune des environs)  furent démolies par ordre de son propriétaire. Elles ont été transportées et reconstruites dans le parc du château de Pouilly. Les vestiges du château de Sarcus sont inscrits à l'Inventaire Supplémentaire des Monuments Historiques depuis 1999.
- Moulin :

Il subsiste sur le ru de Pouilly un ancien moulin, antérieur à 1789, situé entre Pouilly et Bléquencourt.
- Pigeonnier :

Colombier hexagonal en brique, couvert d'ardoise au domaine de Pouilly.

## Personnalités liées à la commune
- Jean de Sailly (1906-2001), inspecteur des Finances, maire de Pouilly pendant 44 ans de 1935 à 1989.
- Anthony Perkins (1932-1992) : comédien américain, résidant à Pouilly dans les années 60,
- Geneviève Fontanel (comédienne) et Jacques Destoop, comédien, peintre, ancien sociétaire de la Comédie Française, résidants tous deux  à Pouilly.

## Événements
Les "10 km de Pouilly", course à pied organisée tous les ans, au mois de mai, par l'APAC (association pour l'animation de la commune). Départ des courses pour enfants puis départ de la "Pauléenne" (10 km).
un poney club